# Michel Patras de Campaigno
Pour les articles homonymes, voir Patras de Campaigno.
Michel (ou Micheau) de Patras de Campaigno (1553 - 1597), surnommé le Chevalier Noir ou le Cadet Noir.
Chevalier, Seigneur de Campaigno, Sénéchal et Gouverneur du Boulonnais et Capitaine de la garnison de Calais. Le 24 avril 1596, à la tête de ses 250 soldats, il défendit la ville contre l'armée des Pays-Bas que commandait l'Archiduc Albert d'Autriche. Fait prisonnier après la défaite, il fut échangé contre une rançon et devint dès 1595, gouverneur-sénéchal de tout le Boulonnais.

## Origines familiales
En 1825, Alexandre Marmin publie une notice historique sur Michel Patras de Campaigno prétendant que les ancêtres du Chevalier Noir seraient originaires d'Italie. Ces derniers seraient des Comtes de Carpégna, une des plus vieilles familles d'Europe. Un de ces comtes, probablement à cause de son physique disgracieux engendra la famille Malatesta. Celle-ci fut chassée de Rimini par les Borgia. Dante a d'ailleurs écrit sur Françoise de Rimini (la Divine Comédie).
Toujours selon M. Marmin, un Malatesta se serait embarqué en 1205 avec Baudouin, comte de Flandre, en partance pour la cinquième croisade lors de son escale à Venise. Après la prise de la Grèce, Geoffroi de Villehardouin, responsable de la Morée, aurait partagé les provinces aux différents seigneurs méritants, et un Malatesta aurait hérité de la ville de Patras.
Chassé par Mehmed II, il aurait fui vers la France, emportant avec lui le patronyme de Patras.
Cette version très romanesque fut réfutée par Joseph Noulens qui trouva, dès 1150, un Pierre de Patras dans la région de Toulouse, impliqué dans la donation du territoire de Mondonville en faveur du monastère Notre-Dame de Lespinasse. Cet ancêtre est également cité en 1188 dans l'Historia ecclesiae Condoniensis insérée dans le Spicilège de Dom Luc d'Achery.
La généalogie de la famille Patras de Campaigno remonte avec certitude à Raymond de Patras né vers 1390. Il se maria à Marguerite de Ligardes. Leur fils Bernard épousa, le 20 juin 1446, Jeanne de Revignan, dame de Campaigno (ou Campanho) et devint co-seigneur de Ligardes. Il demeura au château de Campaigno, dans la même ville. C'est à partir de cette date que le patronyme de la famille s'enrichit du nom de Campaigno.
Par la suite, Bernard de Patras de Campaigno s'installa en Picardie au moment où Henri II lutte contre les anglais qui occupent Boulogne.
On peut néanmoins s'interroger sur le blason des Patras de Campaigno : « Parti, au 1 de gueules à la croix plaine d'argent, au 2 d'argent au lion d'azur couronné d'or ». La présence de la croix argent sur fond rouge pourrait être une référence à l'Ordre de Saint-Jean de Jérusalem. Les Patras auraient pu participer à la première croisade ou à la seconde. En effet, Alphonse Jourdain, Comte de Toulouse était du voyage et les Patras semblaient être une famille active dans la vie de cette partie de la Gascogne comme nous l'avons dit plus haut. Cet aspect est vaguement évoqué dans une note de bas de page d'un Bulletin de la Société archéologique, historique, littéraire et scientifique du Gers en 1985. Il est fait mention du château de Patras, donné par la famille de l'Isle aux Templiers en 1231. Il était situé dans le bourg de l'Isle Jourdain dans le département actuel du Gers. Le nom Jourdain viendrait du fleuve qui coule au Moyen-Orient. Le Comte de l'Isle s'y serait fait baptisé. Les familles de Patras et Jourdain semblaient être liées.

## Jeunesse et débuts militaires
Le nom de Michel Patras de Campaigno apparait dans les écrits au début du règne de Henri III vers 1577. Il possède déjà le titre de capitaine de la garnison de Calais et fait ses armes contre le Duc de Guise. Presque toutes les villes de la région étaient aux mains du Duc d'Aumale. Boulogne était protégée par le commandant Dubernet. Peu de temps après, il devient commandant d'Étaples.

## La défense de Boulogne
Au mois de mai 1588, le Duc d'Aumale après avoir passé la Liane à Pont-de-Briques, paraît sur les hauteurs d'Outreau et ses troupes cernes la ville de Boulogne. Le seigneur de Rambure s'empare de la basse-vile et fait fermé le fort de la maison rouge au-dessus du port du petit paradis. Les ligueurs alliés au roi d'Espagne veulent conquérir Boulogne pour y abriter l’invincible armada. Le commandant Dubernet fit ce qu'il pouvait avec les moyens dont il disposait. Pour cacher la faiblesse de sa garnison, il fit placer sur les murs des remparts une quantité importante de chapeaux qu'il fallait remuer régulièrement pour faire croire à la présence d'un grand nombre de soldats. Avec sa faible garnison et les milices bourgeoises, il organisa la résistance.
Le Roi, informé de la position difficile de Boulogne, donna l'ordre à Michel Patras de Campaigno d'aller porter renfort à Dubernet. Le samedi 9 juillet, dans la nuit, le Cadet Noir quitta Calais et arriva le lendemain près de la ferme de Beaurepaire avec les 300 hommes d'élite qu'il commandait. Il tua la sentinelle de se poste et traversa les lignes ennemies en direction du château de Boulogne où le gouverneur l'attendait. Profitant de la confusion qui régnait chez les ligueurs, surpris par cette attaque imprévue, il s'élance dans leurs tranchées renversant tous ceux qui osaient lui faire face. L'artillerie des remparts empêcha la cavalerie des ligueurs d'entraver de Campaigno. Durant cette sortie, plus de 200 partisans du Duc D'Aumale furent tués. Michel Patras de Campaigno rentra dans la haute ville sous les acclamations des habitants. Les ligueurs du Duc d'Aumale décident alors de lever le siège et se replient sur Étaples et Montreuil.
Cette action qui sauva la ville de Boulogne lui valut d'être nommé Chevalier. C'est à partir de ce moment qu'il sera appelé le Chevalier Noir (peut-être à cause de la couleur de son armure qui lui sert à effrayer l'ennemi et le rend discret dans la nuit).

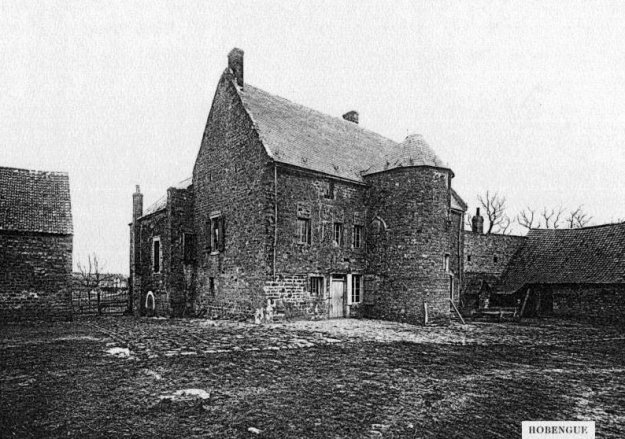
Château d'Hobengue situé au-delà du coteau de Waterzelle dans la commune de Wimille, Nord-Pas-de-Calais. Il s'agit d'une ancienne Seigneurie autrefois en possession de Jacques de Senlis au temps de la Ligue.

Henri III récompensa le courage et la bravoure de Michel Patras de Campaigno en lui donnant le château d'Hobengue près de Wimille ainsi que le fief de la Warenne qui appartenait aux comploteurs.